# 律倫週末電視
律倫週末電視（Rutland Weekend Television）是一個英國喜劇小品電視節目，在1975年於英國廣播公司第二台播出六集，再於1976年播出七集。節目由艾瑞克·愛都（Eric Idle）編導。
律倫週末電視是愛都在1974年拍罷踎低噴飯的飛行馬戲團後的第一套電視作品，並成為惡搞樂隊擼頭士的靈感。故事主軸圍繞「英國最細小的電視台」：律倫週末電視。該台的收看範圍是英國最小的郡：律倫。

本節目的名稱與倫敦週末電視頗有相同，亦非常諷刺。因為設立獨立電視時，英國政府以倫敦收看電視的觀眾人數會很多為理由，把倫敦地區的獨立電視專營權分為週一至五和週末區。相反，律倫郡的人口大約只有三萬人，所以在現實中，律倫週末電視的觀眾將會是很小的一群人，亦代表廣告收益會很小。